# James Randi
Randall James Hamilton Zwinge, conegut pel nom de James Randi (Toronto, 7 d'agost de 1928 - Plantation, 20 d'octubre de 2020), va ser un prestidigitador i un defensor de l'escepticisme científic, conegut per la seva lluita per desemmascarar els practicants de la pseudociència. Randi va fundar la James Randi Educational Foundation, la qual ofereix el premi d'un milió de dòlars a qualsevol persona capaç de demostrar amb proves la possessió de poders paranormals, sobrenaturals o ocults en un experiment dut a terme sota unes condicions acordades per totes dues parts.

## Inicis
James Randi va néixer el 7 d'agost de 1928 a Toronto (Canadà); James era el més gran de tres fills; en la seva infantesa, va patir un accident de bicicleta que l'obligà a usar un aparell ortopèdic durant tretze mesos, després dels quals, per a sorpresa dels metges, aconseguí recuperar-se i tornar a caminar. Fou durant aquesta convalescència que llegí llibres de màgia i s'aficionà a l'il·lusionisme.
L'interès per desemmascarar les persones que pretenen posseir poders paranormals se li va manifestar ja en l'adolescència. Randi era un dels espectadors d'un xou de màgia; quan l'il·lusionista demanà algú del públic per participar en el truc, ell, aficionat com era a la màgia, alçà la mà, i el màgic li respongué Bé noi, tu també ets mag, oi?, cosa que va sorprendre Randi, que, un cop acabat l'espectacle, es dirigí al mag i li demanà com ho havia endevinat que ell també feia màgia, i el mag li respongué que, en realitat, no ho havia endevinat pas; simplement, ho deia a tothom, si l'encertava, ho feia servir davant del públic com a prova dels seus poders màgics, i si no, ho presentava com una broma habitual.
No va ser aquesta l'única experiència del jove Randi amb pretesos poders paranormals; temps després, va veure com un predicador evangelista usava trucs de mentalista per a fer creure als seus feligresos que tenia poders divins.

## Activitat com a escèptic
Randi va fer-se famós el 1972 quan va qüestionar els poders paranormals que Uri Geller afirmava posseir, acusant-lo de no ser més que una xerrameca que no feia res més que usar trucs de prestidigitació per fer creure que tenia poders paranormals, i va argumentar la seva acusació escrivint el llibre The Magic of Uri Geller
El Committee for Scientific Investigation of Claims of the Paranormal (CSICOP) va tenir en James Randi un dels seus fundadors i més destacats membres; ara bé, com que Uri Geller responia a les crítiques de Randi presentant demandes judicials contra el CSICOP, l'organització li demanà que s'abstingués de continuar criticant-lo; aleshores, Randi es donà de baixa del CSICOP, tot i que va seguir mantenint-hi una bona relació i sovint escrivia articles per a la seva revista.
Randi és autor de molts llibres que desemmascaren creences i afirmacions sobre fenòmens paranormals; també va dedicar-se a denunciar xarlatans que intenten guanyar-s'hi la vida; una de les seves actuacions fou el Projecte Alpha en què afirmà públicament que havia aconseguit un contracte per tres anys amb una universitat privada per dur a terme experiments sobre fenòmens paranormals; això era un frau que va generar un escàndol que demostrà les mancances de molts projectes de recerca en fenòmens paranormals a nivell universitari. Alguns van considerar poc ètica l'actuació de Randi, mentre que d'altres l'acceptaren com un mètode vàlid per a desemmascarar la pobresa de certs treballs de recerca.
James Randi també va aparèixer en molts programes de televisió per desemmascarar directament els pretesos poders paranormals d'alguns convidats. Així, en el programa That's My Line, hi aparegué oposat al telequinètic James Hydrick, que pretenia demostrar els seus poders fent passar les pàgines d'una guia telefònica sense tocar-la. Randi sospitava que Hydrick feia moure les pàgines bufant-les dissimuladament i va col·locar davant de la guia uns subjectadors que evitaren l'impacte de les bafarades d'aire.

## Premis
- El 1981, l'asteroide 3163 Randi rebé aquest nom en honor seu
- MacArthur Foundation Fellowship 1986, en reconeixement de la seva tasca d'instruir la gent en temes de superstició i de pràctiques pseudocientífiques
- Premi Richard Dawkins 2003
- Premi Philip J. Klass 2007

## Rècords mundials
Randi compta amb els següents rècords Guinness:
- Va estar-se en un taüt tancat durant una hora i quaranta-quatre minuts, i baté el rècord de Harry Houdini d'una hora i trenta-un minuts establert el 5 d'agost de 1926.
- Va estar-se congelat dins d'un bloc de gel durant cinquanta-cinc minuts.

## Programes de televisió i pel·lícules

### Actor
- Beyond Desire (1994) en el paper del forense
- Penn & Teller Get Killed (1989) .... 3r Rope Holder ... àlies Dead Funny
- Penn & Teller's Invisible Thread (1987) (TV)
- Happy Days - "The Magic Show" (1978) com a l'Amazing Randi
- Good to See You Again, Alice Cooper (1974) en el paper del dentista/botxí
- Wonderama (1955) (TV) com a l'Amazing Randi
- Ragtime (1981) (coordinador: Houdini)

### Aparicions personals
- Anderson Cooper 360, CNN (19 i 30 de gener del 2007)
- Fornemmelse for snyd (2003), sèrie de televisió
- Horizon - Homeopathy: The Test (2002), episodi
- Inside Edition- (20 de gener del 2006 i 27 de febrer del 2007) TV
- James Randi: Psychic Investigator (1991) (ITV)
- Larry King Live de la CNN (5 de juny i 3 de setembre del 2001, i 26 de gener del 2007)
- Magic (2004) minisèrie de televisió
- Mitä ihmettä? (2003), sèrie de televisió
- NOVA: Secrets of the Psychics (1993)
- Penn & Teller: Bullshit!
  - - Signs from Heaven (2005), episodi de televisió
  - - ESP (2003), episodi de televisió
  - - End of the World (2003), episodi de televisió
- Spotlight on James Randi (2002) (TV)
- That's My Line (1980) (en què aparegué amb James Hydrick)
- The Art of Magic (1998) (TV)
- The Power of Belief (6 d'octubre de 1998) (ABC News Special) (TV)
- The Tonight Show Starring Johnny Carson (4 i 21 de gener de 1972, 22 de març de 1973, 22 d'abril, 27 de maig, 29 de juliol i 13 de novembre de 1986, i 3 de novembre de 1987)
- The Ultimate Psychic Challenge (Discovery Channel/Channel 4) (2003)
- The View ABC TV (1999)